# V1339 Aquilae
V1339 Aquilae eller HD 187567, är en spektroskopisk dubbelstjärna belägen i den mellersta delen av stjärnbilden Örnen bara 8 bågsekunder från mitten av den öppna stjärnhopen NGC 6828. Den har en skenbar magnitud av ca 6,22 och är mycket svagt synlig för blotta ögat där ljusföroreningar ej förekommer. Baserat på parallax enligt "General Catalogue of Variable stars" på ca 1,53 mas beräknas den befinna sig på ett avstånd av ca 1 700 ljusår (ca 500 parsec) från solen. Den rör sig bort från solen med en heliocentrisk radialhastighet av ca 30 km/s.

## Observation
V1339 Aquilae upptäcktes 1925 av P.W. Merrill, M.L. Humason och C.G. Burwell vara en Be-stjärna. Stjärnans variabilitet upptäcktes 1966 av A.W.J. Cousins, R. Lake och R.H. Stoy, och på grund av detta fick den 1979 dess variabelbeteckning, V1339 Aquilae.

## Egenskaper

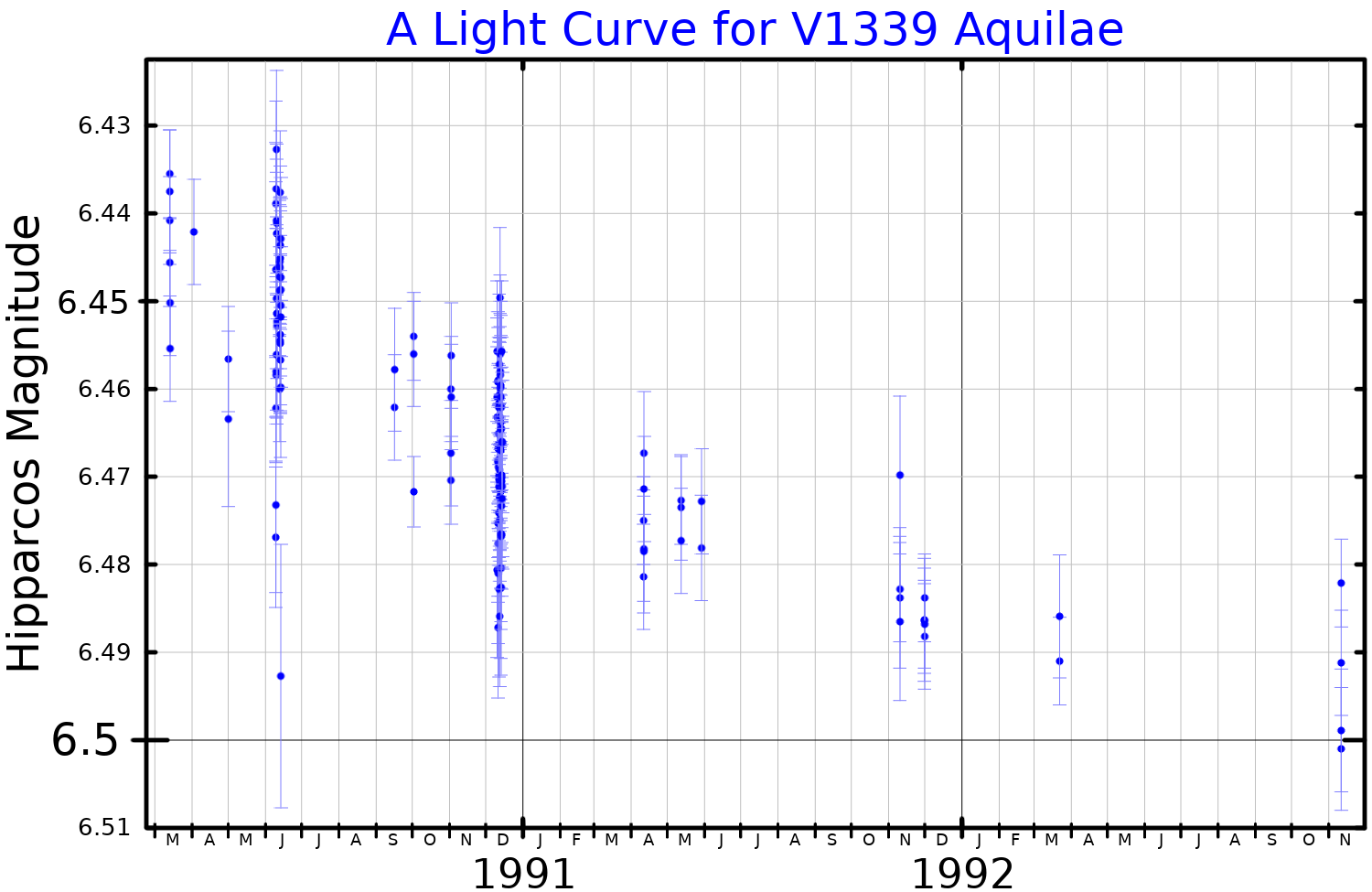
Ljuskurva för V1339 Aquilae, plottad från Hipparcosdata.

Primärstjärnan i V1339 Aquilae är en blå underjättestjärna av  spektralklass B2.5 IVe och en Be-stjärna. Den har en massa av ca 13 solmassor, en radie av ca 7,7 solradier och har en effektiv temperatur av ca 23 300 Stjärnans binära natur upptäcktes 1983 genom fläckinterferometri vid Kitt Peak 4-metersteleskop. Vid tiden för dessa fläckobservationer var stjärnorna separerade med 0,057 bågsekunder.